# 16625 Кунітсуґу
16625 Кунітсуґу (16625 Kunitsugu) — астероїд головного поясу, відкритий 20 квітня 1993 року.
Тіссеранів параметр щодо Юпітера — 3,700.